# Усть-Коса
Усть-Коса — посёлок в Косинском районе Пермского края. Входит в состав Светличанского сельского поселения. Располагается севернее районного центра, села Коса, в устье реки Косы. Расстояние до районного центра составляет 35 км. По данным Всероссийской переписи населения 2010 года, в посёлке проживало 137 человек (74 мужчины и 63 женщины).

## История
По данным на 1 июля 1963 года, в посёлке проживало 682 человека. Населённый пункт входил в состав Солымского сельсовета.